# فرودگاه محلی وسترن کارولینا
فرودگاه محلی وسترن کارولینا   (به انگلیسی: Western Carolina Regional Airport)  یک فرودگاه همگانی باربری  است که یک باند فرود آسفالت دارد و طول باند آن ۱۶۷۶ متر است. این فرودگاه در  کشور ایالات متحده آمریکا قرار دارد و در ارتفاع ۵۱۷ متری از سطح دریا واقع شده است.